# Токма (село)
Токма — село в Катангском районе Иркутской области России. Получило известность в 1989 г. как населённый пункт, ближайший к географическому центру Советского Союза.

## Общие сведения
Относится к Непскому муниципальному образованию. По данным Всероссийской переписи населения 2010 года численность населения составила 75 человек, из них 42
мужчины и 33 женщины. В селе две улицы.

## География
Расположено на левом берегу реки Непы, напротив устья реки Токмы, примерно в 176 км юго-западнее центра муниципального образования — села Непа и в 357 км юго-западнее районного центра — села Ербогачён.
В 1989 г. газета «Известия» сообщила, что определены координаты географического центра Советского Союза (58°29′30″ с. ш. 105°19′15″ в. д.). Ближайшим населённым пунктом к этой точке (в 40 км по прямой) оказалось село Токма.